# ديفيس هيوز
ديفيس هيوز (بالإنجليزية: Davis Hughes)‏ هو سياسي أسترالي، ولد في 24 نوفمبر 1910، وتوفي في 16 مارس 2003. انتخب عضو الجمعية التشريعية نيو ساوث ويلز.